# Maxey-sur-Meuse
Maxey-sur-Meuse è un comune francese di 271 abitanti situato nel dipartimento dei Vosgi nella regione del Grand Est.

## Società

### Evoluzione demografica
Abitanti censiti